# COLORS 〜Melody and Harmony〜/Shelter
「COLORS 〜Melody and Harmony〜 / Shelter 」（カラーズ メロディ・アンド・ハーモニー / シェルター）は、2009年9月30日にrhythm zoneからリリースされた、JEJUNG & YUCHUN (from 東方神起)名義のシングル。

## 解説
ジェジュンとユチョンのユニットによる両A面シングルで、東方神起のライブ映像作品『4th LIVE TOUR 2009 〜The Secret Code〜 FINAL in TOKYO DOME』と同時発売。
表題曲のうち「COLORS 〜Melody and Harmony〜」は、7月に東京ドームで開催された東方神起のライブで披露された楽曲で、反響が大きかったことを受けて、CD化が決定した。CD発売に先駆け、9月上旬より着うたと着うたフルの配信が開始され、9月末時点で総ダウンロード数が25万を突破している。
発売初日で10.3万枚を売り上げて9月29日付のオリコンデイリーシングルランキングで1位を獲得し、10月12日付のオリコン週間シングルランキングでも1位を獲得した。

## 発売形態
CD+DVD
- RZCD-46372/B
- DVDには「COLORS ～Melody and Harmony～」のビデオ・クリップを収録。
- 初回限定盤特典：ジャケットサイズカード封入（3種よりランダムで1種）、DVDにオフショット映像収録

CD
- 規格品番：RZCD-46373
- 初回限定盤特典：8Pブックレット仕様 ※初回限定盤のみ、ジャケットサイズカード封入（3種よりランダムで1種） ※初回限定盤のみ

## 収録内容

### CD+DVD
| #         | タイトル                                       | 作詞          | 作曲          | 編曲                            | 時間  |
| --------- | ---------------------------------------------- | ------------- | ------------- | ------------------------------- | ----- |
| 1.        | 「COLORS 〜Melody and Harmony〜」              | H.U.B.        | JEJUNG YUCHUN | JEJUNG YUCHUN Yoichiro Kakizaki | 5:19  |
| 2.        | 「Shelter」                                    | H.U.B. YUCHUN | JEJUNG JUNSU  | JEJUNG h-wonder                 | 5:41  |
| 3.        | 「COLORS 〜Melody and Harmony〜 (Less Vocal)」 |               |               |                                 | 5:19  |
| 4.        | 「Shelter (Less Vocal)」                       |               |               |                                 | 5:39  |
| 合計時間: | 合計時間:                                      | 合計時間:     | 合計時間:     | 合計時間:                       | 21:58 |

| #  | タイトル                                       | 作詞 | 作曲・編曲 | 監督   |
| -- | ---------------------------------------------- | ---- | ---------- | ------ |
| 1. | 「COLORS 〜Melody and Harmony〜 (Video Clip)」 |      |            | 関和亮 |
| 2. | 「Off Shot Movie」(初回限定盤のみ)             |      |            |        |

### CD
| #         | タイトル                                                                                      | 作詞          | 作曲          | 編曲                            | 時間  |
| --------- | --------------------------------------------------------------------------------------------- | ------------- | ------------- | ------------------------------- | ----- |
| 1.        | 「COLORS 〜Melody and Harmony〜」                                                             | H.U.B.        | JEJUNG YUCHUN | JEJUNG YUCHUN Yoichiro Kakizaki | 5:19  |
| 2.        | 「Shelter」                                                                                   | H.U.B. YUCHUN | JEJUNG JUNSU  | JEJUNG h-wonder                 | 5:41  |
| 3.        | 「COLORS 〜Melody and Harmony〜 @4th LIVE TOUR 2009 〜The Secret Code〜 FINAL in TOKYO DOME」 |               |               |                                 | 6:46  |
| 4.        | 「COLORS 〜Melody and Harmony〜 (Less Vocal)」                                                |               |               |                                 | 5:19  |
| 5.        | 「Shelter (Less Vocal)」                                                                      |               |               |                                 | 5:39  |
| 合計時間: | 合計時間:                                                                                     | 合計時間:     | 合計時間:     | 合計時間:                       | 28:44 |

## 曲の解説
1. COLORS 〜Melody and Harmony〜
  - ハローキティ誕生35周年記念イメージソング

2009年の東方神起のライブツアー「東方神起 4th LIVE TOUR 2009 〜The Secret Code〜」の千秋楽である東京ドーム公演でのソロコーナーで披露された楽曲で、同コーナーのために制作された[4]。「みんなで歌える曲」というテーマに制作しており、ユチョンは「最初からそのテーマがあったから、ラップのイメージも浮かびやすかったし、すごくスムーズにできた。」と語っている[5]。
DJハローキティのデビュー・アルバム『DJ ハローキティ・イン・ザ・ミックス』には、本作のリミックス・バージョンが収録されている[6]。
2. Shelter
「COLORS 〜Melody and Harmony〜」をシングル化にするにあたり、制作することとなった楽曲。AメロとDメロをジェジュン、Bメロのラップをユチョン、サビをジュンスが作った。このことについてジェジュンは、「僕が作り始めたけど、サビのところがうまくいかなくて悩んでた。そしたらジュンスが来てサビのところの歌ってくれて、それがとても良かったから採用した。」と語っている[7]。
3. COLORS 〜Melody and Harmony〜 @4th LIVE TOUR 2009 〜The Secret Code〜 FINAL in TOKYO DOME
上記のライブでのライブ音源。ライブ映像は同日に発売の『4th LIVE TOUR 2009 〜The Secret Code〜 FINAL in TOKYO DOME』に収録されている。

## 出演
- SHIONOGI MUSIC FAIR （2009年9月26日、フジテレビ系）
- 音楽戦士 MUSIC FIGHTER （2009年10月2日、日本テレビ）
- MUSIC JAPAN （2009年10月4日、NHK ）
- 『坂崎幸之助のお台場フォーク村デラックス 第26夜「BOY POP FACTORY 09」』 （2009年11月8日、フジテレビNEXT ）

## 関連書籍
- やさしく弾けるみんなのピアノ2009冬号（2009年10月、「月刊Piano 2009年11月号増刊」ヤマハミュージックメディア）
- COLORS （ピアノ・ピース797）（2009年11月、楽譜出版社フェアリー）